# 加藤怜三
加藤 怜三（かとう れいぞう、1887年（明治20年）12月15日 - 1968年（昭和43年）9月29日）は、大日本帝国陸軍軍人。最終階級は陸軍中将。

## 経歴
1887年（明治20年）に東京府で生まれた。陸軍士官学校第23期、陸軍大学校第34期卒業。1934年（昭和9年）に工兵第16大隊長に就任し、1935年（昭和10年）8月に陸軍工兵大佐に進級した。1936年（昭和11年）6月1日に工兵第16連隊長となり、8月1日に陸軍工兵学校教官を経て、1937年（昭和12年）3月に工兵監部員に就任した。
1938年（昭和13年）7月15日に陸軍少将に進級し、中部防衛参謀長に着任。1940年（昭和15年）3月に支那派遣軍総司令部附となり、9月に第11工兵隊司令官（第11軍）、1942年（昭和17年）3月に第3工兵隊司令官（関東軍・第3軍）を歴任。同年4月に陸軍中将に進級し、1943年（昭和18年）10月29日に第25師団長に親補された。福岡県西部に布陣し、本土決戦に備えた。
1947年（昭和22年）11月28日、公職追放仮指定を受けた。

## 栄典
勲章
- 1940年（昭和15年）8月15日 - 紀元二千六百年祝典記念章[4]